# Loudest Common Denominator
Loudest Common Denominator – pierwszy album koncertowy zespołu Drowning Pool.

## Lista utworów
1. "Sinner" – 2:49
2. "Full Circle" – 3:11
3. "Enemy" – 3:34
4. "Step Up" – 3:45
5. "Shame" – 3:14
6. "Reminded" – 3:41
7. "Soldiers" – 5:45
8. "Reborn" – 4:12
9. "Pity" – 3:49
10. "Bodies" – 10:02
11. "Tear Away" – 5:03
12. "37 Stiches (Wersja Akustyczna)" – 3:45
13. "Shame (Wersja Akustyczna)" – 4:25